# Ibrahim Bunduka
Ibrahim Bunduka (ur. 1994) – sierraleoński zapaśnik walczący w obu stylach. Zajął szesnaste miejsce na mistrzostwach świata w 2023. Srebrny medalista mistrzostw Afryki w 2023 i piąty w 2024 roku. 